# Robert J. Hogan (escritor)
Robert Jasper Hogan (1897–1963) foi um escritor americano, principalmente de ficção popular e posteriormente de ficção ocidental. Ele é notável como o criador do G-8, publicado pela Popular Publications. Ao contrário de outros autores populares, todas as suas obras apareceram com seu próprio nome, em vez de pseudônimos.